# Равич
Равич (пољ. Rawicz) град је у Пољској у Војводству великопољском. По подацима из 2012. године број становника у месту је био 20 994.

## Становништво
| 2012.  |
| ------ |
| 20 994 |